# Coupe du monde de ski alpin 1968-1969
Navigation
Édition précédente Édition suivante

La coupe du monde de ski alpin 1968-1969 commence le 11 décembre 1968 avec le géant femmes de Val-d'Isère et se termine le 22 mars 1969 avec les slaloms hommes et femmes de Waterville Valley.
Les hommes disputent 22 épreuves : 6 descentes, 7 géants et 9 slaloms.
Les femmes disputent 20 épreuves : 4 descentes, 7 géants et 9 slaloms.
Au cours de la saison 1968-1969, il n'y a ni Jeux olympiques ni championnats du monde.

## Tableau d'honneur
| Discipline | Hommes                                                 | Femmes          |
| Général    | Karl Schranz                                           | Gertrude Gabl   |
| Descente   | Karl Schranz                                           | Wiltrud Drexel  |
| Géant      | Karl Schranz                                           | Marilyn Cochran |
| Slalom     | Patrick Russel Alain Penz Alfred Matt Jean-Noël Augert | Gertrude Gabl   |

Skieur très expérimenté, arpentant le circuit depuis déjà plusieurs années, Karl Schranz, longtemps dans l'ombre de Jean-Claude Killy atteint l'apogée de sa carrière en remportant sa première coupe du monde de ski alpin devant Jean-Noël Augert ainsi que ses compatriotes Reinhard Tritscher et Alfred Matt.
Plus polyvalent et régulier que ses rivaux plus à l'aises dans les disciplines techniques, l'autrichien prend rapidement le large en remportant quatre succès en première partie de saison ainsi que les globes de cristal dans les disciplines de la descente et du géant.
La coupe du monde de slalom est marquée par l'opposition tout le long de l'hiver entre les Français Patrick Russel (2 victoires), Jean-Noël Augert et Alain Penz (1 victoire pour 2 podiums) et l'autrichien Alfred Matt (2 victoires) qui ne parviendrons à se départager. Fait unique dans l'histoire de la discipline, les quatre skieurs remportent ex-aequos, le globe de cristal de la discipline.
La coupe du monde Femmes est également remportée par une skieuse originaire de l'Autriche : Gertrude Gabl. Elle devance la française Annie Famose et l'autrichienne Wiltrud Drexel.
L'autrichienne Wiltrud Drexel remporte la coupe du monde de descente.
L'américaine Marilyn Cochran remporte la coupe du monde de géant.
L'autrichienne Gertrude Gabl remporte la coupe du monde de slalom.

## Coupe du monde Hommes

### Résultats
| Date               | Lieu                         | Discipline | Vainqueur            |
| 12 décembre 1968   | Val-d'Isère                  | Géant      | Karl Schranz         |
| 3 janvier 1969     | Berchtesgaden                | Slalom     | Alfred Matt          |
| 6 janvier 1969     | Adelboden                    | Géant      | Jean-Noël Augert     |
| 11 janvier 1969    | Wengen                       | Descente   | Karl Schranz         |
| 12 janvier 1969    | Wengen                       | Slalom     | Reinhard Tritscher   |
| 18 janvier 1969    | Kitzbühel                    | Descente   | Karl Schranz         |
| 19 janvier 1969    | Kitzbühel                    | Slalom     | Patrick Russel       |
| 24 janvier 1969    | Megève                       | Descente   | Henri Duvillard      |
| 26 janvier 1969    | Megève                       | Slalom     | Alain Penz           |
| 1er février 1969   | Sankt Anton Arlberg-Kandahar | Descente   | Karl Schranz         |
| 7 & 8 février 1969 | Aare                         | Géant      | Jean-Noël Augert     |
| 9 février 1969     | Cortina d’Ampezzo            | Descente   | Josef Minsch         |
| 9 février 1969     | Aare                         | Slalom     | Patrick Russel       |
| 14 février 1969    | Val Gardena                  | Descente   | Jean-Daniel Dätwyler |
| 16 février 1969    | Kranjska Gora                | Géant      | Reinhard Tritscher   |
| 17 février 1969    | Kranjska Gora                | Slalom     | Edmund Bruggmann     |
| 28 février 1969    | Squaw Valley                 | Slalom     | Billy Kidd           |
| 1er mars 1969      | Squaw Valley                 | Géant      | Reinhard Tritscher   |
| 14 & 15 mars 1969  | Mont Sainte-Anne             | Géant      | Karl Schranz         |
| 16 mars 1969       | Mont Sainte-Anne             | Slalom     | Alfred Matt          |
| 21 mars 1969       | Waterville Valley            | Géant      | Dumeng Giovanoli     |
| 22 mars 1969       | Waterville Valley            | Slalom     | Jean-Noël Augert     |

### Classements

#### Classement général
| Rang | Nom                | Points |
| 1    | Karl Schranz       | 182    |
| 2    | Jean-Noël Augert   | 123    |
| 3    | Reinhard Tritscher | 108    |
| 4    | Alfred Matt        | 104    |
| 5    | Alain Penz         | 98     |
| 6    | Henri Duvillard    | 91     |
| 7    | Heinrich Messner   | 89     |
| 8    | Patrick Russel     | 80     |
| 9    | Dumeng Giovanoli   | 79     |
| 10   | Herbert Huber      | 62     |

#### Descente
| Rang | Nom                              | Points |
| 1    | Karl Schranz                     | 75     |
| 2    | Henri Duvillard Heinrich Messner | 60     |
| 4    | Jean-Daniel Dätwyler             | 56     |
| 5    | Josef Minsch                     | 44     |

#### Géant
| Rang | Nom                | Points |
| 1    | Karl Schranz       | 70     |
| 2    | Reinhard Tritscher | 61     |
| 3    | Jean-Noël Augert   | 58     |
| 4    | Jakob Tischhauser  | 55     |
| 5    | Dumeng Giovanoli   | 48     |

#### Slalom
| Rang | Nom                                                    | Points |
| 1    | Patrick Russel Alain Penz Alfred Matt Jean-Noël Augert | 65     |
| 5    | Herbert Huber                                          | 60     |

## Coupe du monde Femmes

### Résultats
| Date             | Lieu                         | Discipline | Vainqueur         |
| 11 décembre 1968 | Val-d'Isère                  | Géant      | Françoise Macchi  |
| 3 janvier 1969   | Oberstaufen                  | Géant      | Kiki Cutter       |
| 4 janvier 1969   | Oberstaufen                  | Slalom     | Gertrude Gabl     |
| 7 janvier 1969   | Grindelwald                  | Slalom     | Gertrude Gabl     |
| 10 janvier 1969  | Grindelwald                  | Descente   | Wiltrud Drexel    |
| 15 janvier 1969  | Schruns                      | Descente   | Wiltrud Drexel    |
| 16 janvier 1969  | Schruns                      | Slalom     | Rosi Mittermaier  |
| 23 janvier 1969  | Saint-Gervais                | Slalom     | Ingrid Lafforgue  |
| 25 janvier 1969  | Saint-Gervais                | Descente   | Isabelle Mir      |
| 31 janvier 1969  | Sankt Anton Arlberg-Kandahar | Descente   | Olga Pall         |
| 8 février 1969   | Vipiteno                     | Slalom     | Judy Nagel        |
| 9 février 1969   | Vipiteno                     | Géant      | Michèle Jacot     |
| 16 février 1969  | Vysoke Tatry                 | Slalom     | Gertrude Gabl     |
| 17 février 1969  | Vysoke Tatry                 | Géant      | Gertrude Gabl     |
| 28 février 1969  | Squaw Valley                 | Slalom     | Bernadette Rauter |
| 1er mars 1969    | Squaw Valley                 | Géant      | Florence Steurer  |
| 14 mars 1969     | Mont Sainte-Anne             | Géant      | Michèle Jacot     |
| 15 mars 1969     | Mont Sainte-Anne             | Slalom     | Kiki Cutter       |
| 20 mars 1969     | Waterville Valley            | Géant      | Bernadette Rauter |
| 22 mars 1969     | Waterville Valley            | Slalom     | Kiki Cutter       |

### Classements

#### Classement général
| Rang | Nom              | Points |
| 1    | Gertrude Gabl    | 131    |
| 2    | Florence Steurer | 112    |
| 3    | Wiltrud Drexel   | 111    |
| 4    | Kiki Cutter      | 107    |
| 5    | Ingrid Lafforgue | 103    |
| 6    | Annie Famose     | 101    |
| 7    | Rosi Mittermaier | 98     |
| 8    | Michèle Jacot    | 92     |
| 9    | Isabelle Mir     | 86     |
| 10   | Judy Nagel       | 85     |

#### Descente
| Rang | Nom                                               | Points |
| 1    | Wiltrud Drexel                                    | 65     |
| 2    | Isabelle Mir                                      | 60     |
| 3    | Olga Pall                                         | 36     |
| 4    | Annie Famose                                      | 35     |
| 5    | Florence Steurer Annemarie Pröll Rosi Mittermaier | 20     |

#### Géant
| Rang | Nom               | Points |
| 1    | Marilyn Cochran   | 60     |
| 2    | Michèle Jacot     | 56     |
| 3    | Gertrude Gabl     | 53     |
| 4    | Florence Steurer  | 51     |
| 5    | Bernadette Rauter | 41     |

#### Slalom
| Rang | Nom                           | Points |
| 1    | Gertrude Gabl                 | 75     |
| 2    | Kiki Cutter                   | 70     |
| 3    | Ingrid Lafforgue              | 65     |
| 4    | Judy Nagel                    | 60     |
| 5    | Annie Famose Rosi Mittermaier | 51     |